# Regiunea Zlín
Regiunea Zlín (în cehă Zlínský kraj) este o regiune (kraj) în partea nord-vestică a Republicii Cehe, care are centrul administrativ în orașul omonim. Este împărțită în 4 districte și este situată în sud-estul Moraviei.

## Impărțire administrativă
| Impărțirea administrativă | Impărțirea administrativă | Impărțirea administrativă | Impărțirea administrativă | Impărțirea administrativă |
| ------------------------- | ------------------------- | ------------------------- | ------------------------- | ------------------------- |
| Okres (District)          | Suprafața in km²          | Locuitori                 | Vârsta medie              | Comune                    |
| Okres Kroměříž            | 800                       | 107.852                   | 39,1                      | 80                        |
| Okres Uherské Hradiště    | 991                       | 143.763                   | 39,0                      | 78                        |
| Okres Vsetín              | 1.143                     | 145.875                   | 38,5                      | 59                        |
| Okres Zlín                | 1.030                     | 192.994                   | 39,3                      | 87                        |

Localitățile cu litere îngroșate sunt orașe:
Comunele districtului Kromeriz: Bařice-Velké Těšany • Bezměrov • Blazice • Bořenovice • Brusné • Břest • Bystřice pod Hostýnem • Cetechovice • Dřínov • Holešov • Honětice • Horní Lapač • Hoštice • Hulín • Chomýž • Chropyně • Chvalčov • Chvalnov-Lísky • Jankovice • Jarohněvice • Karolín • Komárno • Koryčany • Kostelany • Kostelec u Holešova • Kroměříž • Kunkovice • Kurovice • Kvasice • Kyselovice • Lechotice • Litenčice • Loukov • Lubná • Ludslavice • Lutopecny • Martinice • Míškovice • Morkovice-Slížany • Mrlínek • Němčice • Nítkovice • Nová Dědina • Osíčko • Pacetluky • Pačlavice • Počenice-Tetětice • Podhradní Lhota • Prasklice • Pravčice • Prusinovice • Přílepy • Rajnochovice • Rataje • Roštění • Roštín • Rusava • Rymice • Skaštice • Slavkov pod Hostýnem • Soběsuky • Střílky • Střížovice • Sulimov • Šelešovice • Troubky-Zdislavice • Třebětice • Uhřice • Věžky • Vítonice • Vrbka • Zahnašovice • Záříčí • Zástřizly • Zborovice • Zdounky • Zlobice • Žalkovice • Žeranovice
Comunele districtului Uherske Hradiste: Babice • Bánov • Bílovice • Bojkovice • Boršice u Blatnice • Boršice • Břestek • Březolupy • Březová • Buchlovice • Bystřice pod Lopeníkem • Částkov • Dolní Němčí • Drslavice • Hluk • Horní Němčí • Hostějov • Hostětín • Hradčovice • Huštěnovice • Jalubí • Jankovice • Kněžpole • Komňa • Korytná • Kostelany nad Moravou • Košíky • Kudlovice • Kunovice • Lopeník • Medlovice • Mistřice • Modrá • Nedachlebice • Nedakonice • Nezdenice • Nivnice • Ořechov • Ostrožská Lhota • Ostrožská Nová Ves • Osvětimany • Pašovice • Pitín • Podolí • Polešovice • Popovice • Prakšice • Rudice • Salaš • Slavkov • Staré Hutě • Staré Město • Starý Hrozenkov • Strání • Stříbrnice • Stupava • Suchá Loz • Sušice • Svárov • Šumice • Topolná • Traplice • Tučapy • Tupesy • Uherské Hradiště • Uherský Brod • Uherský Ostroh • Újezdec • Vápenice • Vážany • Velehrad • Veletiny • Vlčnov • Vyškovec • Záhorovice • Zlámanec • Zlechov • Žítková
Comunele districtului Vsetín: Branky • Bystřička • Dolní Bečva • Francova Lhota • Halenkov • Horní Bečva • Horní Lideč • Hošťálková • Hovězí • Huslenky • Hutisko-Solanec • Choryně • Jablůnka • Janová • Jarcová • Karolinka • Kateřinice • Kelč • Kladeruby • Krhová • Kunovice • Lačnov • Leskovec • Lešná • Lhota u Vsetína • Lidečko • Liptál • Loučka • Lužná • Malá Bystřice • Mikulůvka • Nový Hrozenkov • Oznice • Podolí • Police • Poličná • Pozděchov • Prlov • Prostřední Bečva • Pržno • Ratiboř • Rožnov pod Radhoštěm • Růžďka • Seninka • Střelná • Střítež nad Bečvou • Ústí • Valašská Bystřice • Valašská Polanka • Valašská Senice • Valašské Meziříčí • Velká Lhota • Velké Karlovice • Vidče • Vigantice • Vsetín • Zašová • Zděchov • Zubří
Comunele districtului Zlín:	Bělov • Biskupice • Bohuslavice nad Vláří • Bohuslavice u Zlína • Bratřejov • Brumov-Bylnice • Březnice • Březová • Březůvky • Dešná • Dobrkovice • Dolní Lhota • Doubravy • Drnovice • Držková • Fryšták • Halenkovice • Haluzice • Horní Lhota • Hostišová • Hrobice • Hřivínův Újezd • Hvozdná • Jasenná • Jestřabí • Kaňovice • Karlovice • Kašava • Kelníky • Komárov • Křekov • Lhota • Lhotsko • Lípa • Lipová • Loučka • Ludkovice • Luhačovice • Lukov • Lukoveček • Lutonina • Machová • Mysločovice • Napajedla • Návojná • Nedašov • Nedašova Lhota • Neubuz • Oldřichovice • Ostrata • Otrokovice • Petrůvka • Podhradí • Podkopná Lhota • Pohořelice • Poteč • Pozlovice • Provodov • Racková • Rokytnice • Rudimov • Sazovice • Sehradice • Slavičín • Slopné • Slušovice • Spytihněv • Šanov • Šarovy • Štítná nad Vláří-Popov • Študlov • Tečovice • Tichov • Tlumačov • Trnava • Ublo • Újezd • Valašské Klobouky • Valašské Příkazy • Velký Ořechov • Veselá • Vizovice • Vlachova Lhota • Vlachovice • Vlčková • Všemina • Vysoké Pole • Zádveřice-Raková • Zlín • Želechovice nad Dřevnicí • Žlutava
|  | Kroměříž         |
|  | Uherské Hradiště |

|  | Vsetín |
|  | Zlín   |

|  | Kroměříž         |
|  | Uherské Hradiště |

|  | Vsetín |
|  | Zlín   |